# Raul Tessari
Raul Tessari (Caxias do Sul, 19 de setembro de 1937 — Caxias do Sul, 5 de fevereiro de 2025) foi um empresário, economista e administrador brasileiro.

## Biografia
Nasceu em Caxias do Sul, filho de Ester Boff e Adelino Tessari, em uma família com grande tradição em Caxias, casado com Salete Spiandorello. Fez um curso técnico de Contabilidade e em 1963 formou-se em Economia na Universidade de Caxias do Sul. Passou a trabalhar na consultoria de empresas, e em 1968 foi convidado a ingressar nos quadros da Agrale, grande fabricante de tratores, onde foi um dos diretores desde sua entrada até 1974, quando foi contratado pela Marcopolo, onde permaneceu até 2004.
Na Marcopolo ganhou projeção como administrador, tornou-se um dos principais sócios e desempenhou um papel central na expansão da empresa, que hoje é a maior fabricante de carrocerias de ônibus no Brasil e uma das maiores do mundo. Atuou primeiramente nos setores jurídico, financeiro e recursos humanos. Em 1975 ascendeu à Diretoria, e em 1996, quando as direções corporativa e executiva foram separadas, passou para a Diretoria Corporativa. Segundo Vicente Giurizatto da Silveira, "em termos de pessoal, uma importante contratação nesse período [a década de 1970] foi a do sr. Raul Tessari. Desde o início seu trabalho foi marcado pela atualização e pela mudança de conceitos nos sistemas administrativos e financeiros da empresa. [...] O trabalho realizado pelo sr. Tessari foi determinante para que a empresa se mantivesse à frente das transformações que ocorriam, desde avanços na tecnologia a novas teorias de administração". No testemunho de Paulo Bellini, presidente da empresa, Tessari "era muito habilidoso em matéria de operações de risco. Também estava sob sua responsabilidade toda a área administrativa, de recursos humanos e contatos com bancos e mercados de capitais". "A equipe de administração que se formou levou à abertura de novos horizontes para um gerenciamento moderno e estratégico, um fator de importância fundamental para o desenvolvimento e consolidação da companhia". Desde sua entrada na Marcopolo a empresa recebeu prêmios importantes, como o Prêmio Exportação da Associação dos Dirigentes de Marketing e Vendas do Brasil, o Prêmio Bem Sucedidos da Revista Bolsa, o Prêmio Distinção Indústria da Federação das Indústrias do Estado do Rio Grande do Sul (quatro vezes), o diploma de Empresa do Ano da Revista Exame, e o Destaque Empresarial da Federação das Associações Comerciais e de Serviços do Rio Grande do Sul, entre vários outros.
No ano de 2000 Tessari preferiu deixar a área executiva, passando a atuar somente no Conselho de Administração, sendo um dos responsáveis por uma reestruturação das funções do órgão. Nesta época foi decidida uma nova emissão de ações, que aumentou ao mesmo tempo os níveis de proteção aos investidores. Na análise de Vasconcellos & La Rosa, "o compromisso com as boas práticas de governança corporativa e os sólidos fundamentos da empresa resultaram em uma oferta muito bem sucedida, que levantou R$ 98,0 milhões (o equivalente a US$ 25,0 milhões), a despeito do ambiente negativo para investimentos que prevalecia no Brasil à época". Em 2004 Tessari vendeu suas ações com direito a voto, retirando-se do controle e do Conselho da empresa. Em sua despedida foi homenageado pela Marcopolo, recebendo da Assembleia Geral um Voto de Louvor e Agradecimento, quando foi enfatizada sua decisiva contribuição "para que a companhia atingisse a liderança inconteste no setor em que atua". Depois passou a se dedicar à direção de uma empresa própria, a Rasa Investimentos.
Foi também um dos reorganizadores e presidente (1968-1970) da Associação dos Contabilistas de Caxias do Sul, hoje o Sindicato dos Contadores e Técnicos em Contabilidade de Caxias do Sul e Região Nordeste, presidente do Conselho Deliberativo (1983-1985) e depois membro do Conselho Superior da Câmara de Indústria, Comércio e Serviços de Caxias do Sul (CIC), membro do Conselho de Administração das Lojas Colombo e do Conselho Curador da UCS, tesoureiro do Esporte Clube Juventude e presidente do Lions Club Caxias do Sul.
Sua atuação destacada no mundo empresarial lhe valeu o Troféu O Equilibrista, concedido pelo Instituto Brasileiro de Executivos de Finanças, e o Prêmio Economista — Destaque Especial, concedido pelo Conselho Regional de Economia do Rio Grande do Sul. Seu retrato foi incluído numa galeria de ex-presidentes criada pela CIC para "homenagear lideranças que fizeram e fazem parte da história de mais de um século de realizações desta importante e representativa entidade empresarial". Recebeu ainda o Prêmio Sou de Atitude da Associação Criança Feliz, entidade beneficente da qual foi padrinho, e o título de Cidadão Emérito de Caxias do Sul, outorgado pela Câmara Municipal, pelos relevantes serviços prestados à comunidade.
Tessari morreu no dia 5 de fevereiro de 2025, aos 87 anos. A CIC publicou nota expressando seu "profundo pesar" pelo falecimento, assinalando sua "trajetória marcante nos quadros administrativos de grandes empresas da Serra Gaúcha, como Agrale e Marcopolo" e a "competência e dedicação" que demonstrou ao atuar nos conselhos da CIC. O presidente da CiC, Celestino Loro, prestou-lhe homenagem lembrando sua "mente brilhante", sua "pró-atividade extraordinária", e sua atuação "muito expressiva" não apenas na CIC mas em toda a comunidade, sendo considerado "um dos grandes ícones da indústria caxiense" e "um dos gigantes de nossa cidade".